# Бойко, Владимир Лукьянович
Влади́мир Лукья́нович Бо́йко (4 августа 1938 — 16 октября 2020) — российский дипломат.
Окончил Одесский инженерно-строительный институт (1965) и Дипломатическую академию МИД СССР (1980). Владел английским и украинским языками. Имел дипломатический ранг Чрезвычайного и Полномочного Посланника 1 класса (6 января 1999).
На дипломатической работе с 1977 года. Работал на различных должностях в представительствах СССР в Замбии и Ливии. 
В 1980—1985 годах — первый секретарь, советник Посольства СССР в Замбии. 
В 1985—1989 годах — советник, эксперт, заведующий отделом Главного управления кадров и учебных заведений МИД СССР. 
В 1989—1993 годах — генеральный консул СССР (с 1991 — России) в Бенгази (Ливия). 
В 1993—1994 годах — старший советник Департамента Африки и Ближнего Востока МИД России. 
В 1994—1996 годах — старший советник, главный советник, и. о. заместителя директора Департамента Африки МИД России. 
В 1996—1997 годах — заместитель директора департамента Африки МИД России. 
С 4 июля 1997 по 28 августа 2001 года занимал должность чрезвычайного и полномочного посла России в Замбии. С 2001 года — на пенсии.
В 2008 году — эксперт Генерального секретариата (Департамент) МИД России. 

## Награды
- Медаль ордена «За заслуги перед Отечеством» II степени (18 ноября 2000) — За образцовое исполнение служебного долга[5].